# Hans Thomas Hakl
Hans Thomas Hakl (auch H. T. Hakl, H. T. Hansen oder H.T.H.; * 27. Februar 1947 in Graz, Österreich) ist ein österreichischer Autor, Übersetzer, Herausgeber, Redakteur. Unter dem Pseudonym H. T. Hansen ist er als Übersetzer und Fachmann für das esoterische Werk des italienischen Kulturphilosophen Julius Evola im deutschen Sprachraum bekannt geworden. Sein Buch Der verborgene Geist von Eranos gilt als Standardwerk zu den seit 1933 stattfindenden Eranos-Tagungen. Hakl ist Gründer der Octagon-Bibliothek, die eine der größten europäischen Privatbibliotheken für Religionswissenschaften und Esoterik ist.

## Leben
Hakl promovierte 1970 zum Dr. iuris. Seit 1973 lebte er zuerst in Italien und dann in der Schweiz. Er baute einen internationalen Handelskonzern mit Schwergewicht in Fernost auf. Von 1978 bis 1995 war er am esoterisch ausgerichteten Ansata Verlag, Interlaken beteiligt. 1990 stieg er aus dem internationalen Handel aus und kehrte nach Österreich zurück. 1996 gründete er die Zeitschrift Gnostika, heute das wichtigste deutschsprachige Publikationsorgan für die Geschichte der Esoterik. Bis Juli 2009 war er deren Herausgeber und seitdem Teil des Redaktionsteams. Er schrieb zahlreiche Einführungen zu esoterischen Werken.

## Forschungsschwerpunkte
Schon in ganz jungen Jahren mit fernöstlichem und jungianischem Gedankengut in Berührung gekommen. Durch sein Interesse an Magie kam Hakl auch in Kontakt mit Adolf Hemberger. Seit einer Begegnung mit Julius Evola Anfang der 1970er Jahre in Rom begann H. T. Hakl sich intensiv mit den Büchern des umstrittenen Künstlers, Kultur- und Religionsphilosophen, Esoterikers und Gelehrten zu beschäftigen. Unter dem Pseudonym H. T. Hansen übersetzte er Bücher Evolas aus dem Italienischen ins Deutsche, darunter die in mehreren Auflagen erschienenen esoterischen Werke Ur I und Ur II sowie Die hermetische Tradition. Die Nutzung dieses Pseudonyms führte aber auch zu Missverständnissen und Anschuldigungen, „Verteidiger und Propagandist“ Evolas zu sein. Hakl sieht sich „dagegen als einen der ganz Wenigen, die einen Mittelweg suchen zwischen undifferenzierter Verteufelung und himmelhochjauchzender Verehrung dieses Mannes“, und verwendet das Pseudonym seit 2000 nicht mehr.
Sein Buch Der verborgene Geist von Eranos dokumentiert die Geschichte der Eranos-Tagungen, einer Begegnungsstätte zwischen Ost und West, die zwischen Wissenschaft und Esoterik vermitteln will und maßgeblichen Einfluss auf die Geistesgeschichte des 20. Jahrhunderts hatte. Persönlichkeiten wie C. G. Jung, Gershom Scholem, Mircea Eliade, Adolf Portmann, Karl Kerényi, Heinrich Zimmer, Henry Corbin, Annemarie Schimmel, oder D. T. Suzuki trafen sich dort im Laufe der Jahre zu Vorträgen und Gesprächen. Das Buch dokumentiert eine alternative Geistesgeschichte des 20. Jahrhunderts.
Im Laufe der Jahre schrieb Hakl Aufsätze oder Vorworte zur Neuauflage von Werken folgender Personen: Nikolaus Flamel, Papus, Karlfried Graf Dürckheim, Hans Freimark, Dr. Franz Sättler-(Musallam), Éliphas Lévi, René Guénon, George Robert Stow Mead, Aleister Crowley, Bal Gangadhar Tilak.
Hakl hat bei esoterischen und wissenschaftlichen Zeitschriften in mehreren Ländern ebenso wie bei einschlägigen internationalen Lexika mitgearbeitet.

## Octagon-Bibliothek
Die Stiftung Fondazione Giorgio Cini hat sich bereiterklärt, die Octagon-Bibliothek zu übernehmen. Es handelt sich um ca. 46.000 Bände, Handschriften, Zeitschriften und Zeugnisse rund um das Thema Esoterik. Voraus ging eine fachmännische Prüfung, die bescheinigte, dass sie zu den bedeutendsten Privatsammlungen Europas auf diesem Sektor gehöre. Am 3. Oktober 2019 wurde eine entsprechende Schenkungsurkunde unterzeichnet. Die Fondazione Cini ist eine unabhängige Stiftung, die auf der Insel San Giorgio, Venedig, ansässig ist. In ihren Räumen sind bedeutende Manuskript- und Kunstsammlungen sowie zahlreiche Kopien von Archivalien aufbewahrt.

## Einordnung
Hakls Aufsätze, Artikel und Texte sind geprägt von einer gründlichen Auseinandersetzung mit dem Sujet und der Einarbeitung vielfältiger fremdsprachlicher und durchaus kontroverser Quellen. Mit einer auf Vollständigkeit abzielenden Intention und einer abwägenden wissenschaftlich historischen Betrachtungsweise geht er auch Themenbereiche an, die weder vorurteilsfrei noch neutral besetzt sind. Seine eigenen Texte wurden ins Englische, Französische, Italienische, Ungarische, Tschechische und Russische übersetzt.

## Schriften
- Eranos. An alternative intellectual history of the Twentieth Century. Acumen Publishing, Durham 2013, ISBN 978-1-78179-016-8 (Digitalisat der 2014 bei Routledge erschienenen Ausgabe, Volltext).
- Eranos. Nabel der Welt. Glied der goldenen Kette. Die alternative Geistesgeschichte. 2., wesentlich erweiterte Auflage. scientia nova Verlag Neue Wissenschaft, Gaggenau 2015, ISBN 978-3-935164-06-1.
- Х.Т. Хансен: ПОЛИТИЧЕСКИЕ УСТРЕМЛЕНИЯ ЮЛИУСА ЭВОЛЫ. [Julius Evolas politisches Wirken.] ISBN 978-5-87456-321-4, http://terrafoliata.ru/002_releases.htm

Übersetzungen
- Julius Evola: Gruppe von Ur, Magie als Wissenschaft vom Ich. 2. Auflage. Band I, Ansata, Interlaken 1985, ISBN 3-7157-0072-6.
- Julius Evola: Die hermetische Tradition. 4. Auflage. Ansata, Interlaken 1989, ISBN 3-7787-7042-X.
- Julius Evola: Gruppe von Ur, Schritte zur Initiation. Magie als Wissenschaft vom Ich. Band II: Theorie und Praxis des höheren Bewusstseins. Ansata, Bern/München/Wien 1997, ISBN 3-7787-7043-8.

Herausgeber
- Zeitschrift Gnostika. AAGW, Sinzheim, ISSN 1434-7628. (von Oktober 1996 bis Juli 2009, danach im Redaktionsteam)
- Octagon. Die Suche nach  Vollkommenheit im Spiegel einer Religionswissenschaftlichen Philosophischen und im Besonderen Masse Esoterischen Bibliothek, Scientia Nova, Gaggenau 2015, Vol. 1, ISBN 978-3-935164-07-8.
- Octagon. The Quest for Wholeness mirrored in a library dedicated to religious studies, philosophy and esotericism in particular. Vol. 2, Scientia Nova, Gaggenau 2016, ISBN 978-3-935164-08-5.
- Octagon. La ricerca della totalità riflessa in una biblioteca dedicata alla Storia delle religioni, alla filosofia e, soprattutti, all'esoterismo. Vol. 3,  Scientia Nova, Gaggenau 2017, ISBN 978-3-935164-10-8.
- Octagon. La recherche de perfection dans une collection d'ouvrages dédiée, en particulier, aux travaux sur la religion, la philosophie et surtout l'ésotérisme. Vol. 4, Scientia Nova, Gaggenau 2018, ISBN 978-3-935164-12-2.

Aufsätze
- Nationalsozialismus und Okkultismus. In: Gnostika. 1/Januar (S. 32–42), Gnostika. 2/April (S. 26–35), Gnostika. 3/Juli (S. 22–37). Sinzheim: AAGW 1997. Ebenso in: ARIES 21 (S. 63–98), Paris: Arché 1998. Italienische Übersetzung Nazionalsocialismo ed Occultismo. In: Arthos. (Nuova Serie) 1 (gennaio–giugno, p. 16–27) und 2 (luglio–dicembre, p. 57–75), Pontremoli: Centro Studi Evoliani 1997. Verkürzte Fassung in: Nicholas Goodrick-Clarke, Die okkulten Wurzeln des Nationalsozialismus, Leopold Stocker Verlag, Graz 1997, S. 194–217. Englische Übersetzung Unknown Sources: National Socialism and the Occult, Edmonds: Holmes Publications 2000. Gekürzte tschechische Übersetzung als Okultní Mytus Národního Socialismu In: Logos. 1/2, Praha: Triton 2002, S. 74–79.
- Die Getreuen der Liebe. In: Gnostika 4/Oktober 1997 (S. 37–40), Gnostika 5/Januar 1998 (S. 38–43), Gnostika 7/Juli 1998 (S. 43–50), Gnostika 8/Oktober 1998 (S. 41–50). Leicht verkürzte Fassung Die Getreuen der Liebe In: Zeitschrift für Ganzheitsforschung. I/1998, Wien: Gesellschaft für Ganzheitsforschung 1998, S. 3–27. Tschechische Übersetzung: Láskyvěrní. Středověká služba ženě jako způsob zasvěcení. In: Logos. 1/2/2003, Praha: Trigon 2003, S. 27–39.
- Die Adler Odins fliegen den Adlern der römischen Legion entgegen: Gottfried Benn und Julius Evola. In: Joachim Dyck / Holger Hof / Peter D. Krause (Hrsg.): Benn Jahrbuch 1/2003, Stuttgart: Klett-Cotta 2003, S. 100–131.
- Hoher Blutdruck – Sanfte Heilung. Ein Beispiel für angewandte Psychosomatik. Teil 1 in: Gnostika 28/Oktober 2004, S. 56–65. Teil 2 in: Gnostika 29/Februar 2005, S. 66–75. Teil 3 in: Gnostika 30/Juli 2005, S. 50–57. Teil 4 in: Gnostika November 2005, S. 46–59.
- Giuseppe Tucci entre études orientales, ésoterisme et Fascisme (1894–1984). In: Politica Hermetica. Nr. 18, Lausanne: L’Age d’Homme 2004, S. 119–136. Leicht erweiterte Fassung in: Archäus. fasc. 1–2, Bucarest: l’Association roumaine d’histoire des religions et le Centre d’histoire des religions de l’Université de Bucarest 2006, S. 231–250.
- Einige zusätzliche Bemerkungen zum Fragenkomplex Julius Evola und Aleister Crowley. In: Aleister Crowley und die Versuchung der Politik. Ares-Verlag, Graz 2006. Italienische Übersetzung: La questione dei rapporti fra Julius Evola e Aleister Crowley. In: Arthos. 13, Pontremoli: Centro Studi Evoliani 2006, S. 269–289.
- Maria de Naglowska and the Confrérie de la Flèche d’Or. In: Politica Hermetica. Nr. 20, Paris: L’Age d’Homme 2006, S. 113–123.
- Julius Evola et l‘histoire comparée des religions. In: Jean-Pierre Brach / Jérôme Rousse-Lacordaire (eds.), Ètudes d’histoire de l’ésotérisme, Paris: Cerf 2007, S. 83–96.
- The Theory and Practice of Sexual Magic, Exemplified by Four Magical Groups in the Early Twentieth Century. In: Wouter J. Hanegraaff / Jeffrey J. Kripal (Eds.), Hidden Intercourse. Eros and Sexuality in the History of Western Esotericism, Leiden: Brill 2008, S. 445–478.
- Julius Evola and the UR Group. In: Aries 12, Leiden: Brill 2012, S. 53–90. Zuerst: Julius Evola und die Gruppe von UR. (Teil 1+2) In: GNOSTIKA. 46 (Dezember 2010) S. 51–65. GNOSTIKA. 47 (April 2011) S. 41–59.
- The Magical Order of the Fraternitas Saturn. In: Occultism in a global perspective. Edited by Henrik Bogdan and Gordan Djurdjevic, Durham 2013, S. 37–56.
- Julius Evola and Tradition, in: Mark Sedwick (ed.): Key Thinkers of the Radical Right. Oxford University Press, Oxford, 2019, S. 54–69.

Lexikoneinträge
- Karlfried Graf Dürckheim. In: Wouter J. Hanegraaff: Dictionary of Gnosis & Western Esotericism. Vol. I. Brill, Leiden 2005, S. 323–325.
- Giulio Evola. In: Wouter J. Hanegraaff: Dictionary of Gnosis & Western Esotericism. Vol. I. Brill, Leiden 2005, S. 345–350.
- Fraternitas Saturni. In: Wouter J. Hanegraaff: Dictionary of Gnosis & Western Esotericism. Vol. I. Brill, Leiden 2005, S. 379–382.
- Max Heindel. In: Wouter J. Hanegraaff: Dictionary of Gnosis & Western Esotericism. Vol. I. Brill, Leiden 2005, S. 462–464.
- Sexuality: Sexual Rites in Europe (based on Ioan Petru Culianu). In: Lindsay Jones (Hrsg.): Encyclopedia of Religion. 2. Auflage. Macmillan, New York 2005, S. 8247–8254.
- Julius Evola. In: Lindsay Jones (Hrsg.): Encyclopedia of Religion. 2. Auflage. Macmillan, New York 2005, S. 2904–2907.